# ゲチリス
ゲチリス（学：Gethyllis）は、ヒガンバナ科に含まれる属の一つ。または、ゲチリス属に含まれる植物の総称。

## 特徴
乾燥地帯原産の球根植物で、球根の上部を露出した状態で生育する。本属の最大の特徴は、目立つ葉鞘を持つ種、葉が螺旋状に伸びる種、葉に顕著な毛が見られる品種など、草姿のバリエーションに富む点である。日本国内ではあまり流通しない為、入手はやや難しいと言える。花は、葉が枯れてしばらくすると開花する。

## 名称について
名称の由来は不明。

## 種
ここでは有名な種を掲載する。掲載元はこちら。
- ゲチリス・ヴェルティシラータ　（Gethyllis verticillata）
- ゲチリス・オリコフィラ　（Gethyllis oligophylla）
- ゲチリス・グランディフローラ　（Gethyllis grandiflora）
- ゲチリス・グレゴリアナ　（Gethyllis gregoriana）
- ゲチリス・スピラリス　（Gethyllis spiralis）
- ゲチリス・セトーサ　（Gethyllis setosa）
- ゲチリス・ナマクエンシス　（Gethyllis namaquensis）
- ゲチリス・バルカラエ　（Gethyllis barkerae）
- ゲチリス・ブリッテニアーナ　（Gethyllis britteniana）
- ゲチリス・マルギナータ　（Gethyllis marginata）
- ゲチリス・ラティフォリア　（Gethyllis latifolia）
- ゲチリス・ラヌギノサ　（Gethyllis lanuginosa）
- ゲチリス・リネアリス　（Gethyllis linearis）